# Филимонов, Вениамин Александрович
Вениами́н Алекса́ндрович Филимо́нов (26 мая 1938, Станция Бряндино, Куйбышевская область — 1 июля 2008, Иркутск) — советский и российский актёр театра и кино, народный артист России (1999).

## Биография
Вениамин Филимонов родился 26 мая 1938 года на станции Бряндино (ныне в Чердаклинском районе Ульяновской области).
В 1961 году окончил Челябинский политехнический институт. В 1961—1962 гг. работал на Челябинском металлургическом заводе мастером электросталеплавильного цеха, в 1962—1964 — инженером управления литейной промышленности Челябинской области, в 1964—195 — техническим инспектором Челябинского областного совета профсоюзов.
В 1965 году изменил свою судьбу, став актёром; учился в театральной студии. В сезон 1965—1966 гг. был артистом Челябинского театра юного зрителя; в 1966—1967 — артистом Челябинского драматического театра им. Горького.
В 1967 году В. А. Филимонов переехал в Иркутск и стал актёром Иркутского ТЮЗа.
В 1972 году поступил в Щукинское училище на заочное отделение, окончил его в 1976 году с красным дипломом, получив специальность театрального режиссёра.
В 1976—1977 гг. был артистом в Иркутском областном драматическом театре, но в 1977 году вновь вернулся в ТЮЗ, где был ведущим актёром.
Первым в СССР стране Вениамин Александрович осуществил постановку «Утиной охоты» А. В. Вампилова, осуществил на сцене Иркутского ТЮЗа ещё ряд постановок.
Диапазон артиста был необычайно широк, с равным успехом ему давались и комедийные и драматические роли, роли интеллектуалов. Его удачи были отмечены не только в местной, но и в столичной прессе.
В свободное время Вениамин Александрович много читал, его интересовала философская литература и история русского крестьянства.
Вениамин Филимонов трагически погиб 1 июля 2008 года.

## Признание и награды
- Заслуженный артист РСФСР (1987)[2]
- Народный артист России (1999)[1]

## Творчество

### Роли в театре

#### Иркутский областной театр юного зрителя имени А. Вампилова
- «Яков Богомолов» М. Горького — Букеев
- «Коварство и любовь» Шиллера — фон Вальтер
- «Прощание в июне» — Золотуев
- «Предместье» — Сарафанов
- «Амадей» Петера Шеффера — Сальери
- «Гори, гори, моя звезда» — художник Фёдорref name="og-irk" />
- «Женитьба Белугина» А. Н. Островского — Белугин
- «Конёк-Горбунок» П. Маляревского и П. П. Ершова — спальник
- «Каменный цветок» П. П. Бажова — каменных дел мастер Прокопьич
- «Волшебник изумрудного города» А. М. Волкова — людоед
- «Маугли» Редьярда Киплинга — удав Каа
- 1999 — «Руслан и Людмила» А. С. Пушкина. Режиссёр: Виктор Токарев — Князь Владимир
- 2007 — «Легенды седого Бакала» Лины Иоффе и Виктора Токарева. Режиссёр: Виктор Токарев — Ольхон[5]

### Постановки в театре
- «Утиная охота» А. В. Вампилова (дипломная работа при выпуске с режиссёрского курса Щукинского училища, была показана в ВУЗах Иркутска)[6]
- «Амадей» Петера Шеффера[7]
- «Луна для пасынков» Юджина О’Нила

### Фильмография
- 1968 — Жажда над ручьем
- 1975 — Звезда пленительного счастья

Также актёр снимался в многосерийных фильмах Иркутской студии телевидения «Плеть о двух концах» Г. Николаева и «Время стрекоз» А. Шастина.